# デュケーヌ・オートモーティブ
デュケーヌ・オートモーティブ（DUQUEINE Automotive）は、フランスのレーシングカーコンストラクターである。

## 歴史
2017年12月、同じフランスのコンストラクター、ノルマを、航空機の複合素材部品などを製造する、デュケーヌグループが買収した。
その後、デュケーヌ・オートモーティブとして、ル・マン・プロトタイプ3（LMP3）マシンを製作した。
2020年から、新LMP3レギュレーションの開始に伴い新型のLMP3マシン、デュケーヌ・D-08を発表した。2020年に向けて準備の為、大規模な投資が行われた。

## 製造モデル
- M30（2016年）
- D-08（英語版）（2020年）